# Openurl
OpenURL er en NISO/ANSI-standard fra 2004 (©2005). OpenURL er et digitalt koncept og dertil et 'framework', dvs. et mangesidigt koncept der omfatter flere indvirkende faktorer.

## Slogans og lignende
En informations-tilvejebringende service vil tendere til ikke at blive brugt når det er mere smertefuldt og besværligt for en kunde at have information end det er for ham ikke at have det.

- "OpenURL er baseret på den ide at links burde lede til fuldtekst ressourcer licenseret til et bibliotek."[2]
- "Det primære og oprindelige formål med OpenURL framework er at supportere kontekst-sensitiv linking fra kilde referencer til relevante services inklusive fuldtekst."[3]
- "(..)en strømlinet provisionering af den fulde tekst fra en fundet artikel(..)"[4]
- "(..)når en oversætter modtager en OpenURL fra en læser der har klikket et reference link, kan den præsentere denne læser for et link til et refereret værk hvis læseren har en adgangs rettighed."[5]
- "ContextObject data-strukturen indfanger relevant information for tilvejebringelsen af kontekst-sensitive services in provisio en refereret ressource."[6]

## Z3988 standard terminologi
Som digitalt koncept involverer OpenURL, alias Z39.88-2004 eller Z3988, også begreberne 'framework' og arkitektur. Der er - i sagens natur, som er digitalisering - tale om et projekt under udvikling der også omfatter et socialt aspekt, engelsk: community. Det arkimediske punkt kan eksempelvis determineres som den offentligt tilgængelige tekst "The OpenURL Framework for Context-Sensitive Services". Heraf følger så forventningen om et engagement, fra det stærkt handlingsprægede og opsøgende til det mere passive og modtagende. Det er gennem disse handlingselementer OpenURL eksisterer.

### Softwareaspektet
Ordlyden i den 104 sider tekniske standard er ikke fokuseret på software. Termen 'software' forekommer dog på side 49, i specifik relation til XML. Konkret forekommer termen 'database' 4 gange, ligeledes i relation til XML, og 2 gange som prædikat for worldcat.org's OCLC arkiv.

#### OpenURL resolver
OpenURL 'oversætter'. Software konstrueret til at processere OpenURL-konform data. 
NISO har i en særskilt publikation skrevet nærmere om denne instans - her bruges termen engelsk: technology i stedet for software.
Knowledgebase
Det er praksis at integrere en 'vidensbase' i 'oversætteren. Vidensbasen er et register over diverse tidsskrifts-abonnementer, og er dermed bestemmende for i sammenhængen engelsk: context-sensitive at præsentere oversætterens formidling. 
Implementeringen af oversætter og vidensbase kan refereres som 'linking server' eller 'link server'.

#### OpenURL referrer
OpenURL kilde. Sofware konstrueret til at, 1)producere OpenURL-konform data, 2)formidle disse data til en oversætter. 
Se også #OpenURL Framework Application.

### Data aspektet
Data er tekst i Unicode, med UTF-8 som det fortrinsvise men ikke eneste format. Alle IANA's tegnsæt er mulige.

#### ContextObject
De 6 entiteter i et ContextObject.
Relevant data er kontekstuel: 
| Dansk:                                    | []=oblg., {}=max.1          | værdi-definitioner                                    | Z3988 (partiel nøgleord) |
| Hr. N.N. er logget ind                    | {Hr. N.N. medio hans login} | ldap:reg.unibib.example.com:636/NN                    | requester (req)          |
| hos Unibib,                               | unibib                      | http://Z39cgi.unibib.example.com                      | resolver (res)           |
| læser A                                   | {A}                         | info:doi/10.xxxx, 2005, Bestanddel no.54              | referringEntity (rfe)    |
| der er digitalt produceret hos Viden A/S, | {Viden A/S}                 | info:sid/www.videnAS.example.com:tekstsamling24       | referrer (rfr)           |
| ønsker B                                  | [{B}]                       | info:issn/xxxxxx, 1997, Vigtige bestanddele af alting | referent (rft)           |
| som fuldtekst.                            | fuldtekst                   | (ikke beskrevet i Z3988)                              | servicetype (svc)        |

1. ↑  
forudsætter en beskrivelse af person-registeret, ex. http://ub.example.com/ldapMatrix.txt, men er ikke nærmere beskrevet i Z3988.

De to typiske formater for OpenURL-konform data,
- KEV

Et datafelt bestående af flere par nøgleord og værdier engelsk: Key/Encoded-Value.
KEV skal url-encodes og er derfor defacto 7-bit ASCII. I den sammenhæng alluderer Unicode som UTF-8, eller i det hele taget en encoding forskellig fra ISO-8859-1 til tekst-værdien før url-encoding finder sted.
- XML

En dokument-type med mulighed for mere righoldige data.

#### Registry Identifiers
Specielle data der ikke altid er del af et ContextObject. Deres præfix er info:ofi, efterfulgt af '/fmt:', flere varianter ;'/enc:', 'encoding' ;'/nam:', namespace ;'/tsp:', transport ;'/pro:', "Community Profile", og disse igen er så yderligere specificeret. Registry Identifiers er offentligt tilgængelige, eksempelvis som http://www.openurl.info/registry/docs/info:ofi/tsp:http:openurl-by-value. 
Se også #Fællesskabs aspektet
info:ofi/nam -- ex.info:ofi/info:doi
Namespace, (fordansket): Navnerum er konforme IANA uri's eller urn's, som så igen skal registreres hos OpenURL. Formateringen af disse data optræder ikke som helhed i et ContextObject, men registreringen mulliggør det specifikke navnerum tages i brug som part af værdi-definitionen, ex.http, doi, mailto.
info:ofi/fmt:_:_:_ -- ex. info:ofi/fmt:kev:mtx:book
Metadata Format, lignende namespace kan ved registrering give nogle muligheder i konstruktionen af et ContextObject. Metadata Format'er bruges som part af nøgleordet, ex. rfe_date=2005, rfe_title=Bestanddel no.54.
Beskrivelsen af både ContextObject og OpenURL transports må registreres.

#### OpenURL transports
info:ofi/tsp:_:_ -- ex. info:ofi/tsp:http:openurl-by-val
Dels den eller de internet protokoller der bruges for at formidle et ContextObject og dels information specifikt relateret til en #OpenURL resolver. En 7-bit ASCII OpenURL transport fungerer desuden som container for et eller flere ContextObject.

### Det sociale aspekt

#### Fællesskabs aspektet
Pædagogisk formuleret handler dette afsnit om en bureaukratisk formel terminologi, men der skelnes ikke umiddelbart i Z3988 mellem det formal bureaukratiske og det digitalt tekniske - der for standardens målgruppe dog formodningsvis er vel forstået.
OpenURL Framework Registry
Åben publicering af eksempler på ContextObject og deres transportering. Registeret forventes at være versions-kontrolleret, som forudset af "Standards Committee AX" og varetaget ved et eller flere "Maintenance Agencies".
Indeholdt information omfatter også
ContextObject præsentation og hvilke (tekstlige) ressourcer der er i fokus:
data encoding, data serialisering, format begrænsninger (eksempelvis UTF-8, xml, konform til et xml-skema)
namespace
klassificerings formula til beskrivelse af de ressourcer som er refereret i ContextObject. engelsk: metadata
Transport metoder
Henvisning til en relateret 'Community Profile'  (se nedenfor)
- OpenURL Framework Registry er offentligt tilgængelig, og sitet er 'browsable', men for at tilgå specifik information benyttes #Registry Identifiers[20]

http://www.openurl.info/registry
- Dublin Core beskrivelser

http://www.openurl.info/registry/dc & http://www.openurl.info/registry/docs/dc
- KEV formater

http://www.openurl.info/registry/mtx & http://www.openurl.info/registry/docs/mtx
- XML formater

http://www.openurl.info/registry/xsd & http://www.openurl.info/registry/docs/xsd
OpenURL Framework Application
Et etableret digitalt miljø, mangesidigt og inkorporerende flere faktorer. Applikationen er netværks-baseret og transporterer/formidler derigennem flertallige ContextObject. Formidlingen sker med forventningen om 'oversættelse' der dermed ikke er part af applikationen - registreringen af OpenURL transports er nødvendig.
Community Profile
Konform beskrivelse af en OpenURL Framework Application. Et "(..)omfang og [en] begrænsning af overensstemmelse som beskrevet ved gengivelse af en eller flere registrerede ContextObject(..)"; 
målrettet produktionen af software og data indenfor et givet fællesskab, dvs. branche, vidensfelt etc.

#### Bruger aspektet
Kontekst-sensitiv betyder kun delvist et udgangspunkt i slutbrugeren. Konkret drejer det sig om en læsning af en typisk videnskabelig artikel og samt at denne læsning foregår i et digitalt miljø 
- ikke kun via et skærmbillede, men mere nøjeregnende også i et digitalt netværk, dvs. efter et login. De betydende elementer i den egentlige kontekst er forsåvidt eksakt beskrevet i - eller en formel del af - Z3988. Brugeren er her omsluttet af diverse attributter, og det omfatter så også hvilke tidsskrifts-abonnementer denne har til rådighed.

## Aktuelt
Lige nu - med forbehold for ændringer - er OpenURL et aktivt element i denne artikel. Det er teknisk og reelt muligt[kilde mangler] artikel-visningen er integreret i et institutionelt berammet, netværksbaseret, miljø. Men det er også muligt at være part af arkitektur- og framework-processen på en individuel basis, via et browser-plugin.
Wikipedia angiver OpenURL via COinS og ligeledes konform til den formelle beskrivelse her:
http://www.openurl.info/registry/docs/info:ofi/fmt:kev:mtx

## Eksterne link
- OpenURL Arkiveret 17. maj 2017 hos  Wayback Machine
- ContextObject in Spans (COinS) Arkiveret 13. september 2014 hos  Wayback Machine